# Vitamín B12

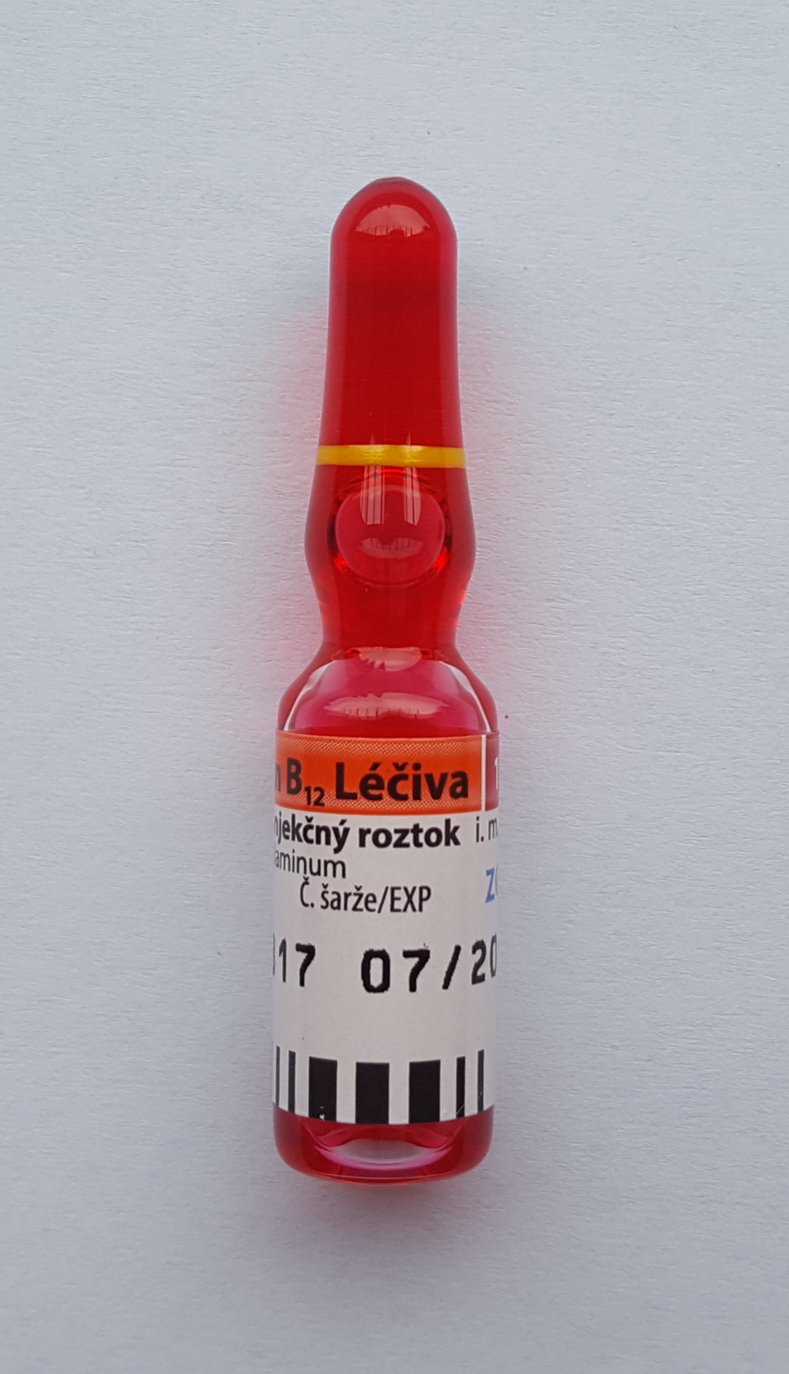
Roztok 1000 μg B_{12} v ampuli k intramuskulárnímu podání

Vitamin B12 (kobalamin) je vitamín ze skupiny vitamínů B; je rozpustný ve vodě.
Molekula vitamínu B12 je poměrně složitá; základem je komplexní vazba centrálního atomu kobaltu se čtyřmi atomy dusíku pyrrolových jader, vázaných spolu do porfyrinového skeletu. Toto uspořádání je silně podobné molekule hemu (součást hemoglobinu), kde je centrálním atomem železo, nebo chlorofylu s atomem hořčíku.
Vitamin B12 je důležitý především pro správnou funkci krvetvorby, podílí se na syntéze DNA a ATP a je nezbytný pro správnou funkci nervového systému.
Hlavním zdrojem tohoto vitaminu v potravě jsou živočišné produkty: vejce, mléko, sýry, maso a vnitřnosti. V rostlinné stravě se téměř nenachází. Správný přísun potřebného množství vitaminu B12 do organizmu zlepšuje paměť, podporuje koncentraci a snižuje riziko vzniku srdečních chorob. Vitamin B12 je součástí preparátů pro léčbu onemocnění jater, střev a slinivky břišní.
Metylovaná forma B12 se nazývá metylkobalamin. Tato „koenzymová“ forma B12 je aktivnější formou než levnější kyanokobalamin, obzvláště pro mozek, nervovou soustavu, a to pro buněčný růst a replikaci.[zdroj?]
Všechny formy B12 jsou špatně asimilovány z trávicí soustavy, proto je lépe je používat lékovou formou injekce nebo podjazykové tablety.
Sloučenina kobalaminu hydroxykobalamin se používá jako protijed při otravě kyanidy.
Normální množství vitamínu B12 v plazmě je 200–900 pg/ml.

## Doporučený denní příjem
Obecným doporučením je dávka 2 až 3 μg vitamínu B12 denně. Zásoby vitaminu B12 v těle (zejména v játrech) vystačí na několik let (2 až 5 mg).
Konkrétnější hodnoty doporučené denní dávky vitamínu B12 se odvíjí od věku:
| Skupina               | Věk           | Množství [μg] |
| --------------------- | ------------- | ------------- |
| Kojenci               | 0–6 měsíců    | 0,4           |
| Kojenci               | 7–12 měsíců   | 0,5           |
| Děti                  | 1–3 roky      | 0,9           |
| Děti                  | 4–8 let       | 1,2           |
| Děti                  | 9–13 let      | 1,8           |
| Dospívající a dospělí | 14 a více let | 2,4           |
| Těhotné ženy          | n/a           | 2,6           |
| Kojící ženy           | n/a           | 2,8           |

Při dávkách vyšších než 5 μg se u člověka bez nedostatku B12 vstřebává pouze okolo 1 % přijatého množství.[zdroj?]

## Deficit vitamínu B12
Nedostatek kobalaminu se projevuje chudokrevností (perniciózní anémie), hubnutím, zhoršováním paměti, duševní výkonnosti, svalové koordinace, třasem a „mravenčením“ v končetinách. Jazyk je nápadně červený a lesklý, jeho povrch vyhlazený (glossitis atrofica) z důvodu vymizení veškerých papil. Zpočátku je postižen jen hrot, později přechází do obrazu tzv. Hunterovy glossitis, která je součástí perniciózní anémie. Dalšími příznaky deficitu jsou neprospívání a neurologické příznaky. Dospělý člověk si ukládá zásoby (2–5 mg) vitaminu B12 v játrech, které pokrývají jeho potřebu na dobu 5–10 let. Proto se při nedostatečný příjem vitamínu začíná projevovat až po této době. Zásoby, které si vytvoří novorozenec in utero (přibližně 25 μg), se vyčerpají již za 3–5 měsíců.
Problematické zásobení může být u lidí, kteří ze své stravy vyloučí některé živočišné produkty. Laktoovovegetariáni a laktovegetariáni mohou vitamín přijímat z mléka, mléčných výrobků a vajec. Přijímání vitamínu může být problematičtější u veganů, protože žádný rostlinný zdroj se neprokázal jako důvěryhodný, a proto ho vegani a veganky musí přijímat z výrobků obohacených o vitamín B12 nebo z doplňků stravy. Přísun vitamínu B12 zůstává pro všechny vegetariány a vegany nejkontrolovanější položkou výživy.
Mezi další rizikové faktory přispívající ke vzniku deficitu vitamínu B12 patří atrofická gastritida, vysoký věk, perniciózní anémie, gastrický bypass anebo jiná gastrointestinální operace, gastrointestinální onemocnění (např. celiakie), alkoholismus, anorexie anebo podvýživa. Rizikovou skupinou jsou i děti kojené matkami, které se stravují vegansky. Nedostatečný příjem vitamínu mohou způsobovat také některé léky narušující jeho vstřebávání, jako jsou např. inhibitory protonové pumpy (PPI); u pacientů dlouhodobě léčených PPI lze případný nedostatek vitaminu B12 řešit sublingválními tabletami či spreji.
Deficitem vitamínu B12 trpí 1,5–15 % světové populace.

Schéma metabolické dráhy propionátu. Methylmalonyl-CoA mutáza potřebuje k přeměně L-methylmalonyl-CoA na sukcinyl-CoA koenzym adenosylkobalamin. V opačném případě se hromadí kyselina methylmalonová, která může být mimo jiné nepřímým markerem nedostatku vitaminu B_{12}.

Vzhledem k tomu, že neexistuje žádný zlatý standardní test na nedostatek vitaminu B12, provádí se k potvrzení podezření na diagnózu několik různých laboratorních testů.
Hodnota vitaminu B12 v séru je spíše nevhodná, protože se mění pozdě a je také poměrně necitlivá a nespecifická.
Kyselina methylmalonová v moči nebo krevní plazmě je považována za funkční marker vitaminu B12, který se zvyšuje, když se zásoby vitaminu B12 vyprazdňují. Pro lepší posouzení se kromě kyseliny metylmalonové často stanovuje i homocystein. Zvýšená hladina kyseliny methylmalonové však může také indikovat často přehlíženou metabolickou poruchu, kombinovanou malonovou a methylmalonovou acidurii (CMAMMA).
Nejstarším markerem nedostatku vitaminu B12 je nízká hladina holotranskobalaminu (holoTC), což je komplex vitaminu B12 a jeho transportního proteinu.